# Strada facendo (brano musicale Claudio Baglioni)
(Claudio Baglioni 1981)
Strada facendo è un brano musicale del 1981, scritto e cantato da Claudio Baglioni e inserito nell'album omonimo.
Con lo stesso titolo è stato pubblicato l’album del cantautore romano, registrato in Inghilterra: prodotto, diretto artisticamente e tecnicamente da Geoff Westley.

## Significato del testo
La canzone parla delle difficoltà che si possono incontrare lungo il cammino della propria vita ma, al tempo stesso, lancia  messaggi di speranza e di incoraggiamento.
Strada facendo è una spinta ad andare avanti, nonostante il ricordo delle tante sere chiuse come si chiude un ombrello, l'aver «sognato sopra un treno che non è partito mai... il treno, i fili del tram, le biciclette, la corsa «in mezzo a prati bianchi di luna» (con un evidente riferimento a sogni mai realizzati o irrealizzabili e alla propria personalità, eternamente sognatrice). In fondo l’obiettivo è quello di non restare più da soli, trovando quel gancio in mezzo al cielo che ci farà battere più forte il cuore..

## Altre versioni
Strada facendo si può annoverare tra gli evergreen della musica italiana. Frequenti sono, infatti, i passaggi in radio e le riproposizioni in trasmissioni televisive.
Nel 2006 Laura Pausini ne ha proposto – insieme ad altre cover – una sua versione (riarrangiata) nell'album Io canto.
Nel 2018 Max Pezzali, Nek e Francesco Renga hanno realizzato una cover della canzone, inserita nell'album dal vivo Max Nek Renga, il disco.